# Maisons des 14 et 16 de la rue Henri-Chéron à Lisieux
Les maisons des 14 et 16 de la rue Henri-Chéron sont des maisons des XVe siècle-XVIIe siècle situées à Lisieux dans le département du Calvados en Normandie. Leur conservation est exceptionnelle en dépit des incendies qui ravagèrent la ville en 1944, et ce caractère en fait des témoins importants de ce qu'était la physionomie de Lisieux avant la guerre.

## Localisation
Les maisons sont situées aux numéros 14 et 16 de la rue Henry-Chéron, appelée Grande-Rue jusqu'en 1936,.

## Historique
Les maisons sont datables des XVe siècle-XVIIe siècle,.
Les maisons ont été inscrites aux monuments historiques par un arrêté du 6 février 1929,.

## Description
L'édifice du numéro 16 est à pans de bois sculptés et comporte un encorbellement et des engoulants.
C'est un édifice caractéristique de la ville de Lisieux d'avant les destructions liées aux bombardements de 1944, qui portait le titre de « capitale du bois sculpté ».